# 캠린 맨하임
캐머런 맨하임(Camryn Manheim, 1961년 3월 8일 ~ )은 미국의 배우이다. Camryn은 Cameron의 다른 표기이다. 수화를 능숙하게 구사하여 병원에서 수화 통역가로 일한 적도 있다. 《로앤오더: 범죄 전담반》 등 일부 출연작에 수화 능력을 활용한 장면이 삽입되었다. ABC 《더 프랙티스》(1997-2004)로 1998년 제50회 프라임타임 에미상 드라마 시리즈 부문 여우조연상과 1999년 제56회 골든 글로브상 시리즈·미니시리즈·TV 영화 부문 여우조연상을 수상하였다.

## 출연 작품

### 영화
- 허영의 불꽃 (1990)
- 로드 투 웰빌 (1994)
- 제프리 (1995, Jeffrey)
- 이레이저 (1996)
- 로미와 미셀 (1997)
- 와이드 어웨이크 (1998)
- 해피니스 (1998)
- 조이 더 킹 (1999, Joe the King)
- 너 어느 별에서 왔니? (2000)
- Loretta Clairborne Story (2000)
- The Laramie Project (2002)
- Just Like Mona (2003)
- 무서운 영화 3 (2003)
- 블랙아웃 (2004)
- 공룡시대 11: 티라노와 아기공룡 (2004, The Land Before Time XI: Invasion of the Tinysauruses) - 애니메이션
  - 공룡시대 12 (2006, The Land Before Time XII: The Great Day of the Flyers) - 애니메이션
- 언피니쉬드 라이프 (2005)
- 차밍 스쿨 & 볼룸 댄스 (2005)
- 다크 워터 (2005)
- 비하인드 더 스마일 (2006)
- 슬립스트림 (2007)
- Just Peck (2009)
- Love Hurts (2009)
- Fort McCoy (2011)
- Without Men (2011)
- The Makeover (2013)
- 캅 카 (2015)
- 리턴 투 센더 (2015)
- 퍼킷 리스트 (2020, The F**k-It List)

### 텔레비전
- 로앤오더: 범죄 전담반 (1991, 1993, 1994, 2022-현재)
- 원 라이프 투 리브 (1995)
- 더 프랙티스 (1997-2004)
- 지미 키멀 라이브! (2004-05)
- Elvis (2005)
- 더 레이트 레이트 쇼 위드 크레이그 퍼거슨 (2005-06)
- 고스트 위스퍼러 (2006-10)
- 한나 몬타나 (2007)
- 아메리칸 아이돌 (2008-11)
- 퍼슨 오브 인터레스트 (2013-15)
- 엑스턴트 (2014)
- 웨이코 (2018)
- 스텀프타운 (2019-20)
- 로앤오더: 조직범죄 전담반 (2022)
- 로앤오더: 성범죄 전담반 (2022-현재)